# Schraderella pungens
Schraderella pungens là một loài rêu trong họ Sematophyllaceae. Loài này được Müll. Hal. mô tả khoa học đầu tiên năm 1879.